# Не склонившие головы
«Не склонившие головы» (англ. The Defiant Ones, в советском кинопрокате — «Скованные одной цепью») — художественный драматический фильм Стэнли Крамера, вышедший на экраны в 1958 году. Главные роли исполняют Тони Кёртис и Сидни Пуатье. Девять номинаций на премию «Оскар», в том числе как лучшему фильму года, две из которых оказались победными — за сценарий Недрика Янга и Гарольда Джейкоба Смита и операторскую работу Сэма Ливитта.

## Сюжет
В результате дорожной аварии из-под охраны тюремного конвоя сбегают двое заключённых: белый Джон Джексон (Тони Кёртис) и афроамериканец Ноа Каллен (Сидни Пуатье). Они связаны друг с другом толстой металлической цепью и поэтому вынуждены координировать все свои действия и движения. Их цель — добраться до укромного места, разбить металлические цепи и разойтись как можно скорее.
Голодные и томимые жаждой, они бредут украдкой через труднопроходимую и, в основном, безлюдную местность, постоянно ругаясь и обвиняя друг друга. Дойдя до какой-то небольшой деревушки, они проникают ночью в местный магазин, чтобы украсть инструменты, с помощью которых они могли бы освободиться от оков. Деревенские жители, однако, ловят их и пытаются учинить над ними суд Линча. Мужчина по кличке Большой Сэм убеждает свирепую толпу отменить жестокую казнь и, вместо этого, следующим утром передать «злоумышленников» в руки полиции. Несчастных беглецов запирают в сарае, где бегают крысы. Ночью Большой Сэм, сам когда-то сидевший в тюрьме, тайно отпирает дверь в сарай и отпускает их на свободу.
Время, проведённое вместе, заставляет беглецов мало-помалу переосмысливать свои предрассудки и предубеждения. В ходе бесед между собой и в результате событий, в которых они были вынуждены совместно участвовать, отношения между беглецами постепенно развиваются от неохотного признания отдельных положительных качеств друг у друга к взаимной симпатии и уважению.
Джон и Ноа продолжают свой путь, по дороге неожиданно встречают мальчика с ружьём по имени Билли и обезоруживают его. Мальчик сначала относится к ним с недоверием, но потом приводит их домой к своей маме, которую когда-то бросил муж. Женщина без лишних вопросов помогает беглецам освободиться от металлических оков. У неё дома они проводят всю ночь, в течение которой между одичавшей от одиночества женщиной и Джоном устанавливаются интимные отношения. Мама Билли решает связать свою судьбу с Джоном и бежать вместе с ним. Ноа планирует в одиночку добраться до железной дороги, чтобы самостоятельно продолжить свой путь. Мать Билли объясняет Ноа, что кратчайший и самый безлюдный путь к железной дороге пролегает через болото. Однако после того, как Ноа уходит из дома, она признаётся Джону, что солгала афроамериканцу и что послала его на верную смерть. Разъярённый Джон покидает женщину. Увидев это, её сынишка Билли, который чувствует себя «единственным мужчиной» в семье, берёт отцовское ружьё и стреляет Джону в плечо. Раненый Джон настигает Ноа и оповещает его об опасности.
Между тем местный шериф вместе с помощниками и поисковыми собаками неуклонно идёт по их следам. Беглецы уже могут отчётливо слышать собачий лай, который становится всё громче и громче. Но одновременно беглецы слышат и другой звук — свист и грохот проезжающего неподалёку поезда. Они устремляются к железной дороге, и Ноа успевает запрыгнуть на платформу, в то время как Джон из последних сил бежит рядом с поездом. Ноа протягивает руку и пытается помочь Джону взобраться, но ему это не удаётся. В этот момент двух друзей уже крепко-накрепко связывают узы, которые гораздо прочнее металлических оков — узы дружбы. Ноа не отпускает руку Джона и в конце концов сам вываливается из вагона. Изнурённые, они оба лежат у железнодорожной насыпи. У них уже нет сил продолжать побег. Ноа начинает нарочито громко насвистывать песню, которую пел раньше по ходу фильма, крепко прижимая к себе обессиленного друга. Шериф, оставив позади помощников и поисковых собак, наконец находит беглецов.

## В ролях
| Актёр             | Роль                  |
| ----------------- | --------------------- |
| Тони Кёртис       | Джон «Джокер» Джексон |
| Сидни Пуатье      | Ноа Каллен            |
| Теодор Бикель     | шериф Макс Мюллер     |
| Чарльз Макгроу    | капитан Фрэнк Гиббонс |
| Кара Уильямс      | мать Билли            |
| Лон Чейни младший | Большой Сэм           |
| Кинг Донован      | Солли                 |
| Кевин Кофлин      | Билли                 |
| Уит Бисселл       | Лу Ганс               |

## Награды
- 1959 — Премия «Оскар»
  - Лучшая операторская работа — Сэм Ливитт
  - Лучший оригинальный сценарий — Недрик Янг, Харольд Джейкоб Смит
- 1959 — Премия «BAFTA»
  - Лучший зарубежный актёр — Сидни Пуатье
  - Награда ООН
- 1958 — Берлинский кинофестиваль
  - Лучший актёр — Сидни Пуатье
- 1959 — Премия «Золотой глобус»
  - Лучшая драма
- 1959 — Премия Эдгара Аллана По
  - Лучший художественный фильм — Недрик Янг, Харольд Джейкоб Смит

### Номинации
- 1959 — Премия «Оскар»
  - Лучший актёр — Тони Кёртис
  - Лучший актёр — Сидни Пуатье
  - Лучший актёр второго плана — Теодор Бикель
  - Лучшая актриса второго плана — Кара Уильямс
  - Лучший режиссёр — Стэнли Крамер
  - Лучший монтаж — Фредерик Кнудтсон
  - Лучший фильм — Стэнли Крамер
- 1959 — Премия «BAFTA»
  - Лучший фильм
  - Лучший зарубежный актёр — Тони Кёртис
- 1958 — Берлинский кинофестиваль
  - «Золотой медведь» — Стэнли Крамер
- 1959 — Премия «Золотой глобус»
  - Лучший фильм, пропагандирующий взаимопонимание
  - Лучший драматический актёр — Тони Кёртис
  - Лучший драматический актёр — Сидни Пуатье
  - Лучшая актриса второго плана — Кара Уильямс
  - Лучший режиссёр — Стэнли Крамер